# Шоколад

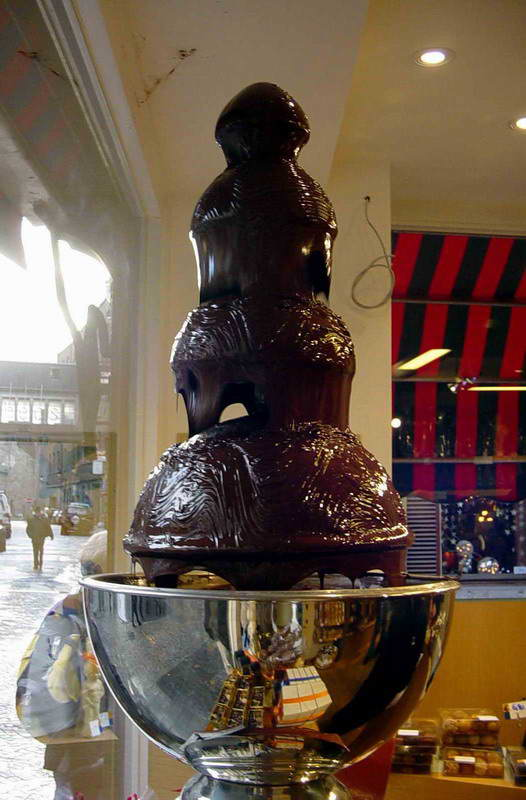
Шоколадный фонтан в кондитерском магазине

Шокола́д — кондитерское изделие на основе масла какао, являющегося продуктом переработки какао-бобов — семян шоколадного дерева, богатых теобромином и кофеином.
Изделие получило широкое распространение во всём мире, став одним из самых популярных типов еды; оно часто применяется в кулинарии. Шоколад входит в состав большого количества продуктов — преимущественно десертных, таких как торты, пудинги, муссы, шоколадные пирожные и печенья. Многие конфеты наполнены или покрыты подслащённым шоколадом; также твёрдые плитки шоколада и батончики, покрытые шоколадом, едят в качестве «закуски-перекуса». Шоколад в виде подарков выпускается в различных формах и является традиционным на некоторых праздниках, таких как Пасха и День святого Валентина. Кроме того, шоколад используется в горячих и холодных напитках, таких как шоколадное молоко и горячий шоколад.
Шоколадные изделия часто содержат ароматические добавки (кофе, спирт, коньяк, ванилин, перец, корицу), пищевые добавки (изюм, орехи, вафли, цукаты) или начинку.

## Происхождение слова
По наиболее часто встречающейся версии, слово «шоколад» происходит от ацтекского слова xocolātl (щоколатль), что буквально означает «горькая вода» (на науатль — xocolli «горечь», ātl «вода»), либо čikola:-tl — «напиток для взбивания». Исходное слово xocolātl, однако, не встречается ни в одном из текстов колониального периода, и его существование лишь предполагается лингвистами.

## История
Родиной шоколада, как и дерева какао, является Центральная и Южная Америка. Индейцы майя, а потом и ацтеки на протяжении многих столетий смешивали молотые и обжаренные какао-бобы с водой, а затем в эту смесь добавляли горький перец. В итоге получали горьковатый, острый пенистый напиток высокой жирности, который пили холодным.
В Европе напиток из какао известен с 1520-х годов; первым из европейцев его отведал конкистадор Эрнан Кортес. Он прошёл обряд посвящения, главным элементом которого было питьё горячего шоколада. Вместо холодного и горького, этот напиток в Европе превратился к началу XVII века в горячий и сладкий. Несмотря на его популярность, дороговизна сырья ограничивала потребление горячего шоколада достаточно узким кругом наиболее состоятельных людей.
Современный период в истории шоколада открыл голландец Конрад Йоханнес ван Хаутен, запатентовавший в 1828 году недорогой способ выжимки масла какао из тёртого какао. Это открытие позволило создавать твёрдый шоколад, который постепенно вытеснил из рациона европейцев жидкий шоколад. Принято считать, что первый плиточный шоколад был произведён в 1842 году в Бристоле (Великобритания), однако годом ранее французский кондитер Жан Пьетре уже получил твёрдый шоколад.
В 1875 году Даниэль Петер из Веве после многих неудачных экспериментов, наконец, сумел, добавив в число компонентов сухое молоко, получить первый молочный шоколад; вскоре производство этого продукта наладил его партнёр Анри Нестле. Ещё через 4 года другой швейцарец, Родольф Линдт, первым освоил конширование шоколадной массы. Эти открытия позволили швейцарским кондитерам надолго стать законодателями мод в производстве шоколада. В 1870-е годы Эмиль Менье построил промышленную фабрику в городе Нуазьель(Иль-де-Франс), что значительно снизило цену на шоколадную продукцию во Франции.

## Изготовление шоколада

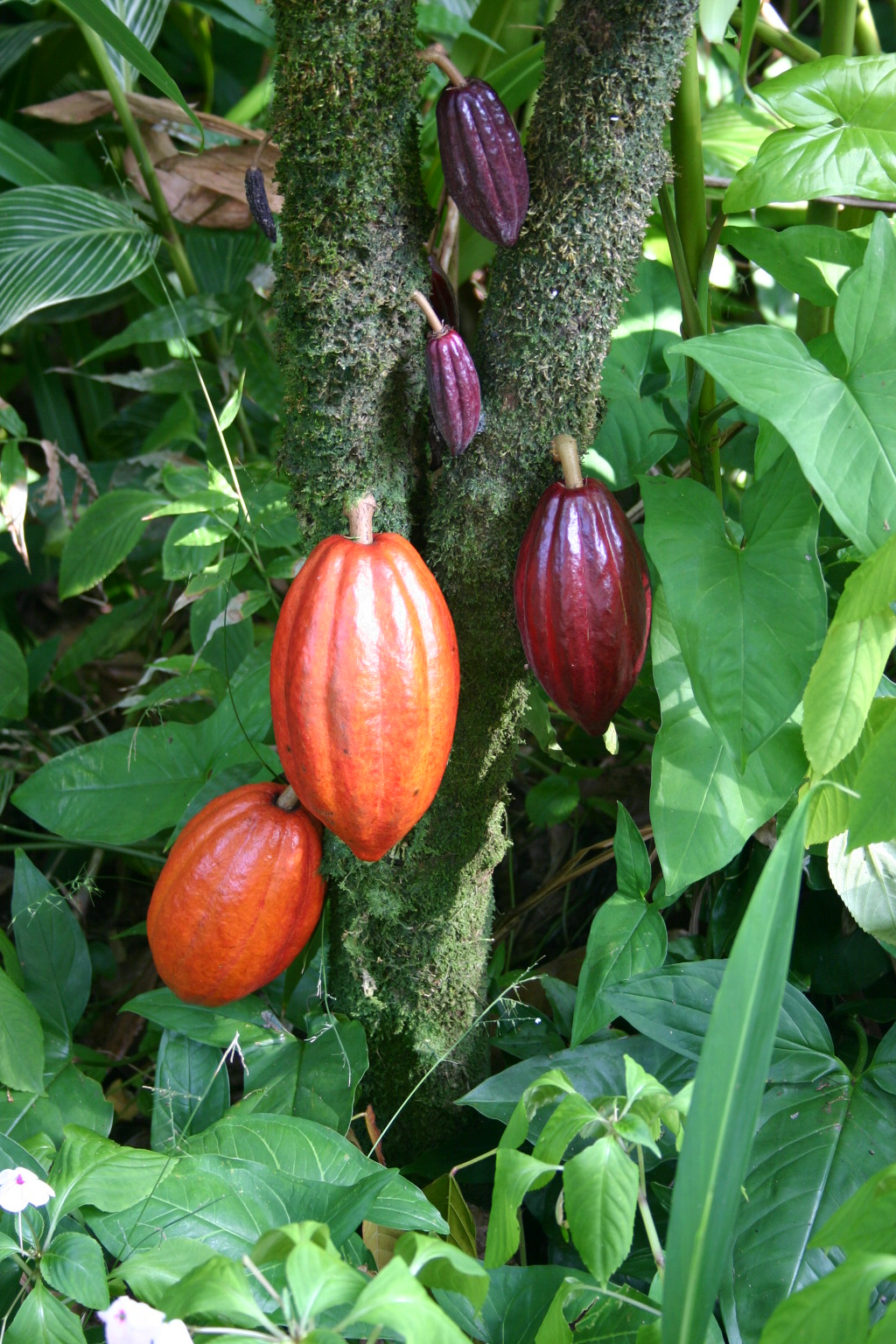
Плоды какао различной степени зрелости

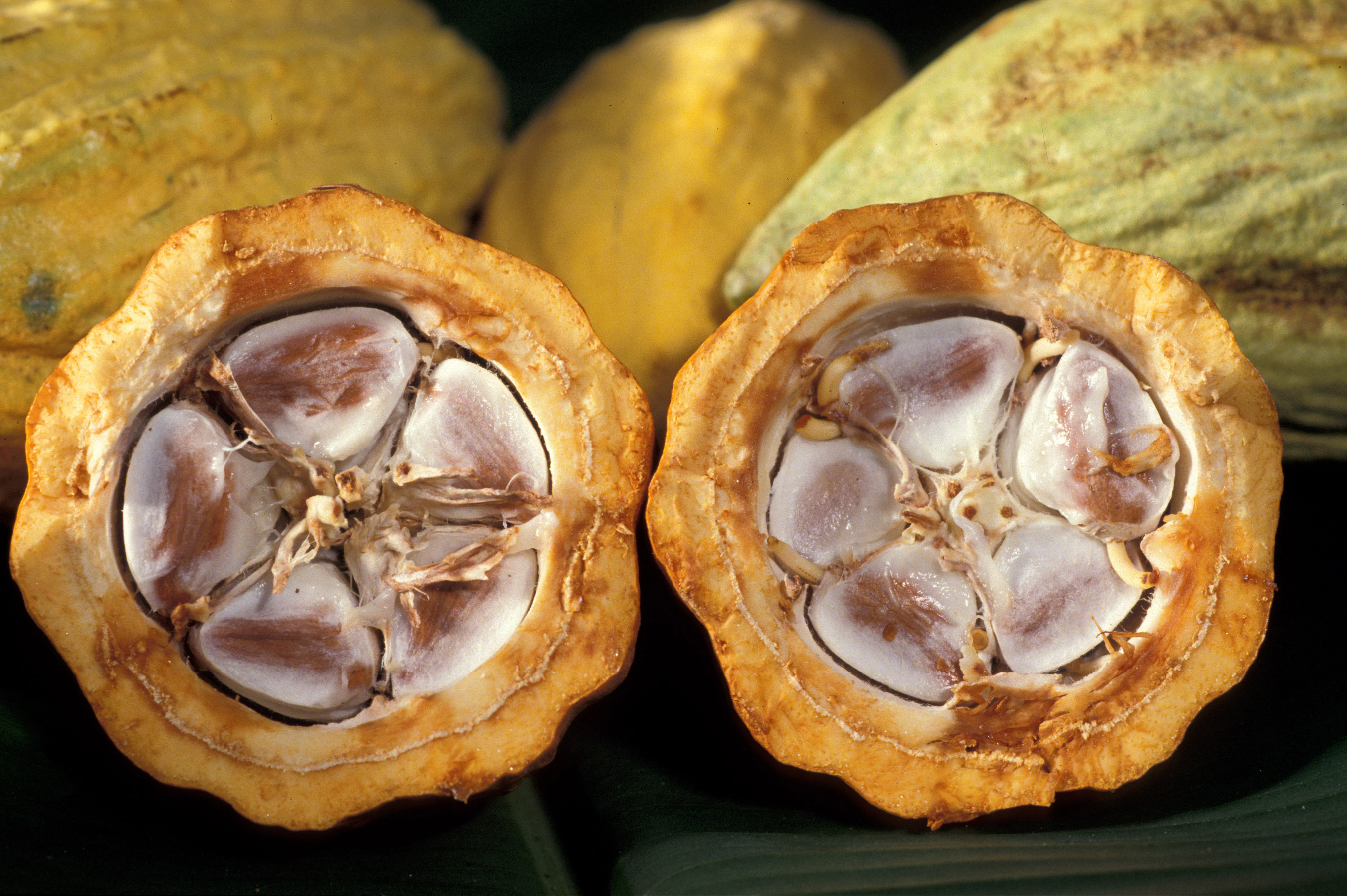
Плоды какао в разрезе

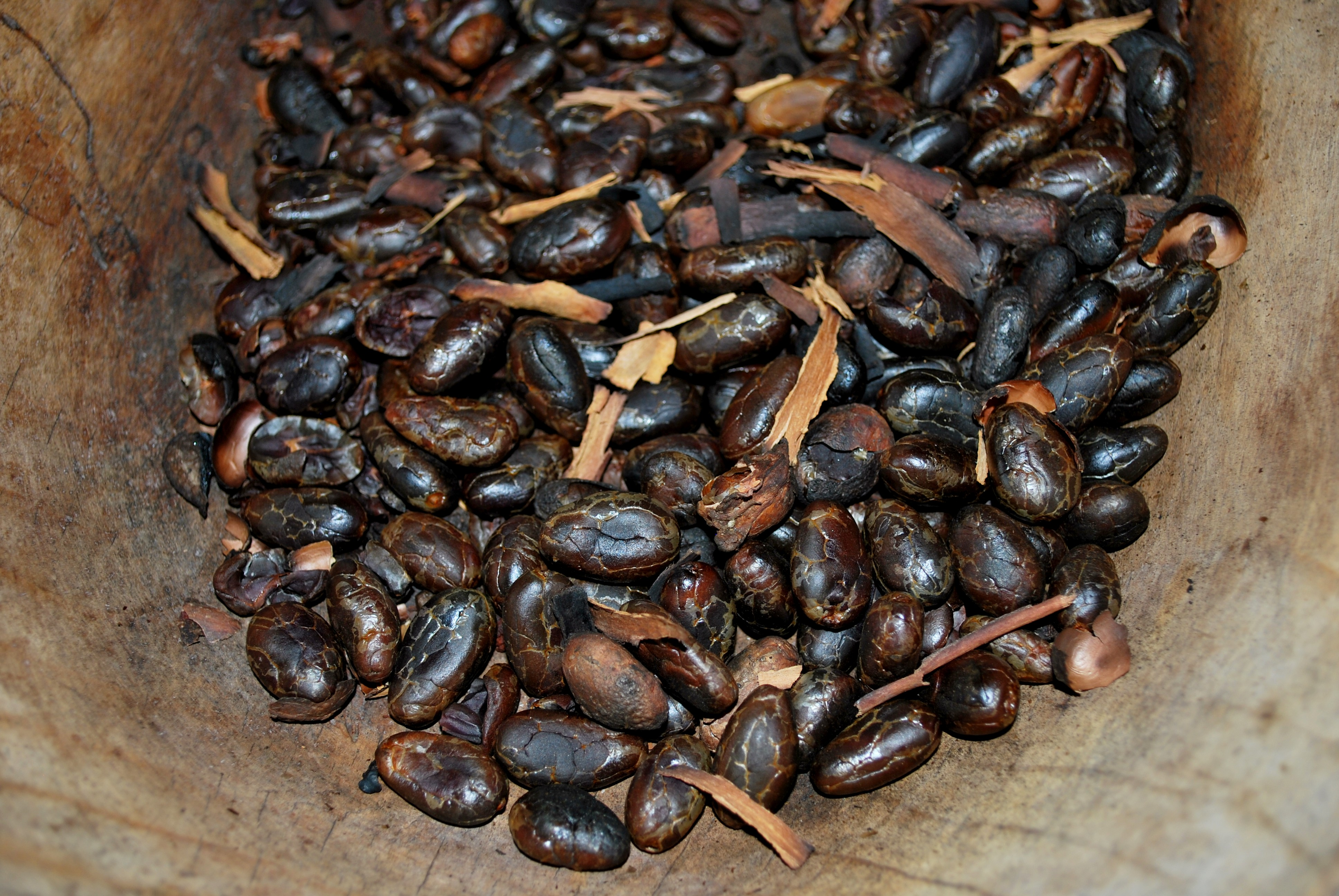
Обжаренные какао-бобы

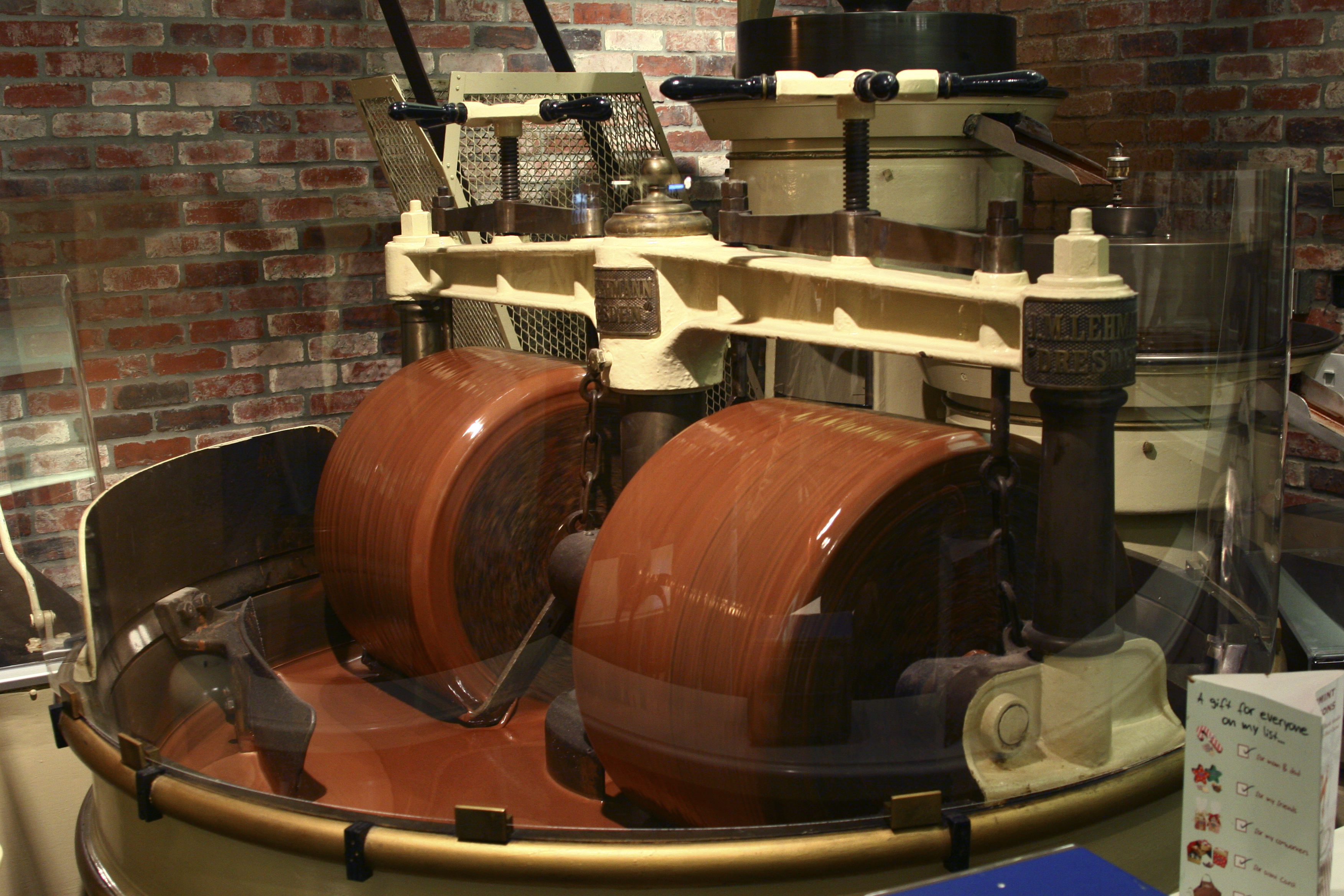
Меланжер для производства шоколада

### Исходное сырьё
Основным сырьём для производства шоколада и какао-порошка являются какао-бобы — семена какао-дерева, произрастающего в тропических районах земного шара. Наименования товарных сортов какао-бобов соответствуют названию района их производства, страны или порта их вывоза (Гана, Баия, Камерун, Тринидад и др.). По качеству какао-бобы подразделяют на две группы:
- благородные (сортовые), обладающие нежным вкусом и приятным тонким ароматом со множеством оттенков (Ява, Тринидад и др.);
- потребительские (ординарные), имеющие горький, терпкий кисловатый вкус и сильный аромат (Баия, Пара и др.).

Какао-бобы находятся в мякоти плода какао-дерева по 30—50 шт., имеют миндалевидную форму и длину около 2,5 см. Боб состоит из твёрдого ядра, образованного двумя семядолями, зародыша (ростка) и твёрдой оболочки (какаовеллы).
Какао-бобы свежесобранных плодов не обладают вкусовыми и ароматическими свойствами, характерными для шоколада и какао-порошка; они имеют горько-терпкий привкус и бледную окраску. Для улучшения вкуса и аромата их подвергают на плантациях ферментации и сушке.
Основными компонентами сухого вещества какао-бобов являются жиры, алкалоиды — теобромин, кофеин (в незначительных количествах), белки, углеводы, дубильные и минеральные вещества, органические кислоты, ароматические соединения и другое.

### Полуфабрикаты
В процессе обработки бобы очищают, сортируют и обжаривают, дробят в крупку, которую размалывают в жидкую массу. Жир составляет 52—56 % сухих веществ какао-боба; он называется масло какао. При температуре 25 °С масло какао твёрдое и хрупкое, а при 32 °С — жидкое, поэтому во рту оно плавится без остатка.
В процессе технологической обработки из какао-бобов получают полуфабрикат — какао тёртое. Из этой жидкой массы на специальном прессе производят отжим какао-масла, после чего в прессе остаётся какао-жмых. Какао тёртое и масло какао с сахарной пудрой используют для приготовления шоколада, а из какао-жмыха получают какао-порошок.
Шоколадная масса изготавливается из смеси сахара (как правило, сахарной пудры), тёртого какао и масла какао, с добавлением вкусовых и ароматических ингредиентов. Смесь измельчается с помощью меланжера (твёрдые частицы не должны быть крупнее 20 мкм), ещё раз смешивается с какао-маслом, охлаждается до 30—31 °C, после чего поступает в автомат для формовки.

## Состав
Среднее содержание жира в шоколаде ~40 % (меньше всего — в молочном, больше всего — в горьком, 85 %).
Основной алкалоид в изделиях из какао — теобромин. Отравление человека этим веществом при поедании шоколада почти исключено из-за его быстрой метаболизации в организме человека.
Вместе с тем, теобромин является сильным токсином для многих других животных. Так, для кошек и собак средняя летальная доза составляет от 200 до 400 мг/кг теобромина. Лошади и попугаи также чувствительны к этому веществу.

## Виды шоколада

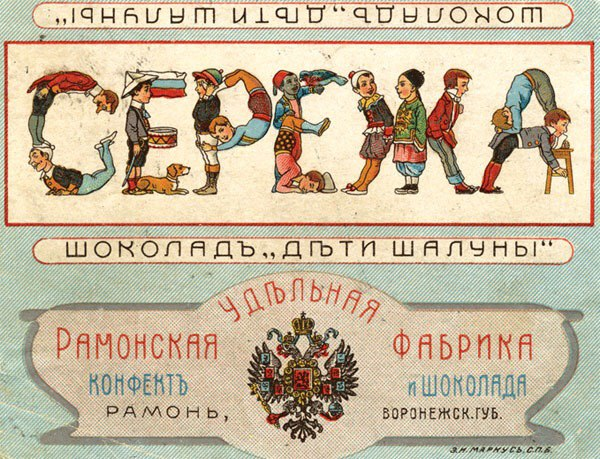
Обёртка шоколада «Серёжа», 1905

В зависимости от состава шоколад делят на горький, молочный, белый и рубиновый:
- Тёмный (горький) шоколад делается из тёртого какао, сахарной пудры и масла какао. Изменяя соотношение между сахарной пудрой и какао тёртым, можно изменять вкусовые особенности получаемого шоколада — от горького до сладкого. Чем больше в шоколаде тёртого какао, тем более горьким вкусом и более ярким ароматом обладает шоколад. Самый горький шоколад продают под названием «горький», менее горький — под названием «тёмный»[18]. Такой шоколад довольно прочен и тает только в ротовой полости.
- Молочный шоколад с добавлениями изготавливается из тёртого какао, масла какао, сахарной пудры и сухого молока. Чаще всего для его изготовления используется плёночное сухое молоко жирностью 2,5 % или сухие сливки. Аромат молочному шоколаду придаёт какао, вкус складывается из сахарной пудры и сухого молока; он имеет светло-коричневый оттенок. В отличие от тёмного или горького шоколада, легко тает как в ротовой полости, так и под действием факторов внешней среды (высокая температура воздуха). Основное сырьё для производства глазурей.
- Белый шоколад готовится из масла какао, сахара, сухого молока и ванилина без добавления какао-порошка, поэтому он имеет кремовый цвет (белый) и не содержит теобромина. Также он легко тает при высоких температурах воздуха. Среди современных кондитерских изделий под этим названием встречаются также имитаторы, которые не содержат каких-либо производных какао.
- Рубиновый шоколад[17] изготавливается из какао-бобов, выращиваемых в Кот-д’Ивуаре, Эквадоре и Бразилии.

Специальные вариации состава:
- веганский шоколад может быть либо обычным тёмным шоколадом без молока, либо основываться на соевом, миндальном, кокосовом или рисовом молоке;
- диабетический шоколад предназначен для больных сахарным диабетом; вместо сахара используются подсластители, такие как сорбит, ксилит, маннит или изомальт.

### Варианты шоколадных изделий

Шоколадка Nuts

Шоколадка Mars Max выпуска 2019 года

- Пористый шоколад получается из шоколадной массы, которую разливают в формы на ¾ объёма, помещая в вакуум-котлы и выдерживая в жидком состоянии (при температуре 40 °С) в течение 4 ч. В вакууме благодаря расширению пузырьков воздуха образуется пористая структура плитки.
- Шоколадные плитки могут состоять из контрастных белого и тёмного (или молочного) шоколада, что позволяет придать плитке оригинальный дизайн.
- В шоколадные плитки нередко добавляют различные сладкие начинки.

### Шоколад в других кондитерских изделиях
- Глазури для покрытия различных кондитерских изделий, как правило, основаны на молочном шоколаде, имеющем тёмный цвет.
- Какао часто используется для придания шоколадного вкуса и аромата тесту, начинкам, кремам и т. д.

### Порошковый и жидкий шоколад
- Шоколад в порошке вырабатывают из какао тёртого и сахарной пудры без добавлений или с добавлением молочных продуктов.

## Продукты из шоколада
Шоколадная паста, помимо плиток, может сервироваться в батончиках, конфетах, в виде различных фигурок и медалей, а также в форме шоколадного фонтана.
В 1680-х годах Ганс Слоан изобрёл шоколадное молоко. Оно создаётся путём смешивания с шоколадным сиропом или порошком коровьего, козьего или иного молока. Несмотря на популярность этого продукта и то, что, по мнению некоторых исследователей, он положительно влияет на восстановление организма после спортивных нагрузок, ряд исследователей считает его вредным из-за высокого содержания сахара и связывает его частое употребление с вероятностью ожирения.
В СССР и России производилось шоколадное масло путём добавления в сливочное масло какао-порошка.

## Влияние на здоровье человека
В начале XIX века горячий шоколад продавался в аптеках как средство для сил и бодрости. Вопреки популярным представлениям о «шокоголиках», нет никаких свидетельств того, что шоколад способен вызывать болезненную аддикцию. Причины повышения настроения, вызываемого шоколадом, до сих пор окончательно не объяснены.
В состав шоколада входит большое количество жира и сахара (27 г и 54 г соответственно на 100 г тёмного шоколада), поэтому его чрезмерное потребление приводит к ожирению. Согласно исследованиям, проведённым немецким журналом «Ökotest», в некоторых видах горького шоколада также повышенное содержание кадмия, что может представлять опасность для здоровья.
Шоколад содержит вещества из группы флавоноидов, которые присутствуют также в красном вине и винограде. По некоторым предварительным данным, они полезны для сердца и сосудов; впрочем, есть данные, свидетельствующие об обратном. Из-за высокого содержания в какао-продуктах оксалатов их не советуют употреблять лицам, подверженным риску формирования камней в почках.
При экспериментах в клинике кильского университета имени Христиана Альбрехта в тёмном шоколаде был обнаружен представляющий опасность для человека охратоксин А.
Вспышки сальмонеллеза, связанные с употреблением шоколада, известны с 1970-х годов. В качестве источника заражения шоколада сальмонеллой могут выступать какао-бобы, при этом контаминация может происходить на этапах транспортировки, распределения и в производственной среде. Кроме того, ингредиенты, такие как лецитин или молочный порошок, также могут вносить вклад в загрязнение продукта сальмонеллой. Особую сложность представляет тот факт, что даже очень низкие уровни контаминации (≤10 клеток на 100 г) способны вызывать заболевание, что затрудняет их обнаружение путем стандартного мониторинга и проверки.

## В культуре
В мире существует несколько шоколадных музеев — например, в Кёльне, Покрове и Брюгге. В городе Покров Владимирской области существует единственный в мире памятник шоколаду. Монумент словно создан из плитки шоколада и представляет собой образ сказочной феи с шоколадкой в руке. Памятник открыт 1 июля 2009 года и находится в нескольких шагах от покровского музея шоколада. Открытие памятника состоялось в рамках 15-летия деятельности в России компании «Крафт Фудс», ставшей инициатором создания данного памятника.
С шоколадом связано несколько рекордов.
Британский производитель шоколада «Thorntons» побил мировой рекорд Книги рекордов Гиннесса, приготовив самую большую плитку шоколада, весом почти 6 тонн (5 792,5 кг), четыре метра в ширину и четыре метра в длину. Её продемонстрировали на 100-летие компании, и рекордная шоколадная плитка получилась эквивалентом 75 тысяч обычных шоколадок «Thorntons». До этого рекордсменом была армянская кондитерская фабрика «Grand Candy», которая, по случаю 10-летия деятельности, установила мировой рекорд, изготовив самую большую шоколадную плитку весом 4,41 тонны. Плитка изготовлялась в течение четырёх дней, её длина составляла 5,6 м, ширина — 2,75 м, а высота — 25 см. До них аналогичный рекорд принадлежал итальянским кондитерам, которые изготовили плитку весом 3,58 тонн.

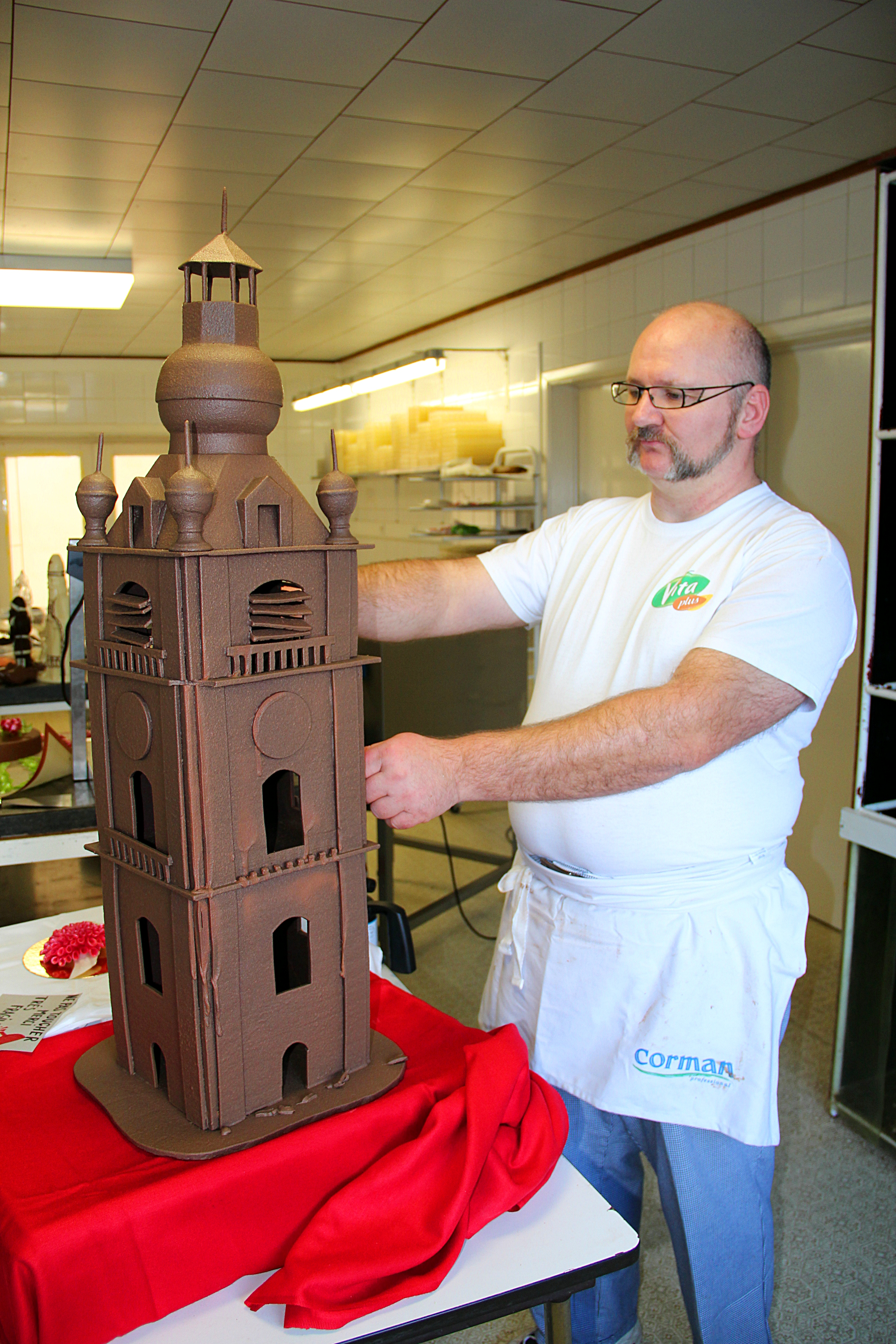
Шоколатье — мастер шоколадного искусства — за работой

13 сентября в мире празднуется Всемирный день шоколада (International Chocolate Day), 11 июля — World Chocolate Day (в 1995 году придуманный французами и поддерживаемый различными мероприятиями в России); кроме того, день шоколада празднуют в США 7 июля и 28 октября, а также он может отмечаться 4 сентября. Шоколад также часто используется в качестве подарка на различные праздники, а шоколадные яйца популярны во время Пасхи.
Картина «Шоколадница» Жана-Этьена Лиотара является старейшей торговой маркой в США и одной из старейших в мире. Портрет шоколадницы экспонировался в Дрезденской галерее, где его увидел Генри Л. Пирс, президент американской фирмы по торговле шоколадом, и в 1862 году американская компания «Baker’s Chocolate» приобрела права на использование картины.
Шоколад фигурирует во многих произведениях. В 1964 году была опубликована книга «Чарли и шоколадная фабрика» о бедном мальчике Чарли Беккете, выигравшем экскурсию на шоколадную фабрику гениального производителя Вилли Вонки. Книга была дважды экранизирована, в 1971 и в 2005 годах, причём о втором фильме положительно отозвались критики, и он стал одним из самых кассовых фильмов года, собрав 470 миллионов долларов США в мировом прокате. Этот фильм был также отмечен за работу художника по костюмам.
В 1999 году вышел роман Дж. Харрис «Шоколад» — о молодой матери, меняющей жизнь целого городка. В 2000 году он был экранизирован и также имел успех в прокате (150 миллионов долларов США) и получил ряд наград.
«Шоколадным домиком» неофициально называется особняк С. С. Могилевцева в Киеве, в котором впоследствии проживали известные деятели науки, общественно-политической и государственной жизни.

## Срок хранения
Стандартный срок хранения шоколада: 12 месяцев при подходящей температуре. Сроки хранения зависят от:
- типа изделия (процентного содержания какао);
- наличия начинки;
- жирности.

В общем случае срок и условия хранения (диапазон температур, влажность воздуха) должны быть указаны на упаковке (обёртке).
Признак устаревания: белый налёт на поверхности и особенно на гранях.
...стоит убрать побелевший шоколад из ингредиентов, для кулинарной обработки блюд, требующих безупречный вид сервировки на стол. Блюдо не будет опасным или вредным, просто некрасивым.
Плитки шоколада при комнатной температуре (примерно 14—19 градусов по Цельсию) хранится до 2-х месяцев. С увеличением температуры, уменьшается и срок хранения шоколадки.